# افزودنی‌های پلیمری
ویژگی‌های ذاتی مواد گاهی اوقات برای رسیدن به مشخصات عملکرد مورد انتظار یا متناسب با محدودیت‌های تولید نیست.
در این صورت از مواد افزودنی استفاده می‌کنیم.
افزودنی های پلیمری مواد شیمیایی هستند که به منظور اصلاح و یا بهبود خواص پلیمرها مانند فرآیند پذیری، افزایش طول عمر، کاهش اصطکاک و سایر خواص مکانیکی، فیزیکی و شیمیایی در مقادیر کم به پلیمر پایه اضافه می شوند.

### اصلاح خواص پلیمر
این مواد برای تصحیح خواص فراورده‌های پلیمری به کار می‌روند.
اصلاح خواص سطحی یک پلاستیک یا الاستومر داده شده از سخت‌ترین دستاورد هاست.
ِچگونگی استفاده از افزودنی پلیمری بسته به نوع پلیمر و کاربرد آن متفاوت است. استفاده مناسب از افزودنیهای پلیمری باعث بهبود ویژگی‌های بسیاری از قبیل دوام، سختی، وضوح، قابلیت عدم فرسایش در هوا می‌شود، و در نتیجه ایجاد یک محصول با ارزش بالاتر می‌شود
خواص الکتریکی می‌تواند توسط بسیاری از پرکننده‌ها تحت تأثیر قرار گیرد به عنوان مثال، با اضافه کردن پرکننده‌های رسانا، یک محافظ الکترومغناطیسی را می‌توان به پلاستیک وارد کرد، که معمولاً هادی‌های الکتریکی ضعیف هستند.
یا مثلاً از عوامل ضد استاتیک می‌توان برای جذب رطوبت استفاده کرد، و موجب افزایش میزان بار استاتیک می‌شود.
در مواردی از یک افزودنی مانند برخی ضد اکسنده‌ها در بسیاری از پلیمرها برای طیف وسیعی از کاربرد نهایی استفاده می‌گردد. در موارد دیگر ممکن است یک افزودنی برای یک پلیمر معین و برای یک کاربرد نهایی خاص در نظر گرفته شود.

## تقسیم این افزودنی‌ها از نظر فیزیکی
- جامدات
- لاستیکها
- مایعات
- گازها

## تقسیم این افزودنی‌ها از نظر عملکرد
گروه‌های زیادی برای این تقسیم‌بندی وجود دارد ولی برخی از مهمترین آنها بدین شرح است:
- پر کننده‌ها (Filler)
- نرم‌کننده‌ها
- تأخیر دهنده‌های اشتعال(Flame Retardant)
- پایدار کننده‌های حرارتی (Stabilizer)
- عوامل ضد الکتریسیته ساکن(Antistatic agents)
- عوامل پف زا(Blowing agents)
- روان‌سازها
- مستربچ (رنگ)
- عوامل شبکه ای کننده
- افزودنی‌های ضد مه (or Defog Anti fog)
- افزودنیهای مقاوم در برابر اشعه ماورابنفش (Anti UV)

## افزودنی: پرکننده ها(Filler)
مواد پرکننده ذراتی هستند که به پلیمر اضافه می‌شوند که می‌توانند خواص خاصی را بهبود بخشند یا محصول را ارزان‌تر کنند و همچنین ترکیبی از این دو ویژگی باشد
در سراسر جهان بیش از ۵۳ میلیون تن پرکننده (با کل مبلغ تقریبی ۱۸ میلیارد دلار) هر ساله در زمینه‌های مختلف کاربرد مانند کاغذ، پلاستیک، لاستیک، رنگ، پوشش، چسب و مهر و… استفاده می‌گردد.
پرکننده‌های پر مصرف از قبیل کربنات کلسیم زمین (ground calcium carbonate)، کربنات کلسیم رسوب شده(precipitated calcium carbonate) و kaolin, talc، و carbon black
مواد پرکننده می‌تواند بر مقاومت کششی یا تنش تسلیم، چقرمگی، مقاومت در برابر حرارت، رنگ، وضوح و غیره تأثیر بگذارد
اکثر مواد پرکننده مورد استفاده در پلاستیک، بر پایهٔ مواد معدنی یا شیشه ای است. دو زیر شاخه اصلی مواد پرکننده وجود دارد: جداسازها و الیاف (فیبر)

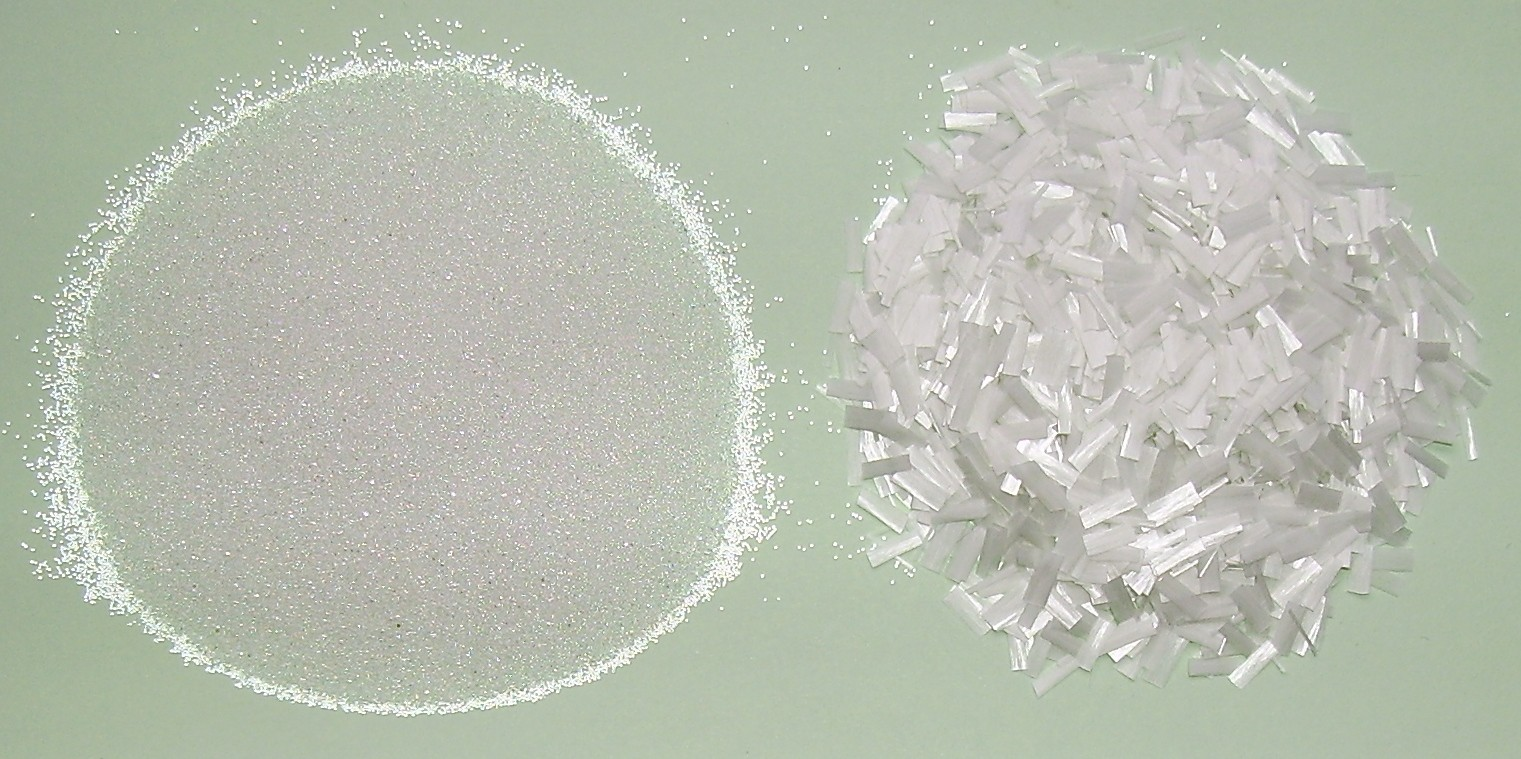
Glass micro sphere fillers (left) and fiber fillers (right).

جداسازها ذرات کوچکی از پرکننده هستند که در ماتریکس مخلوط شده‌اند که نسبت اندازه و نسبت آن مهم هستند. الیاف رشته‌های کوچک دایره ای می‌باشند که می‌توانند بسیار طولانی باشند و نسبتاً ابعاد بزرگ باشند.

### چند نوع پرکننده
- کلسیم کربنات (Calcium carbonate)(CaCO3)

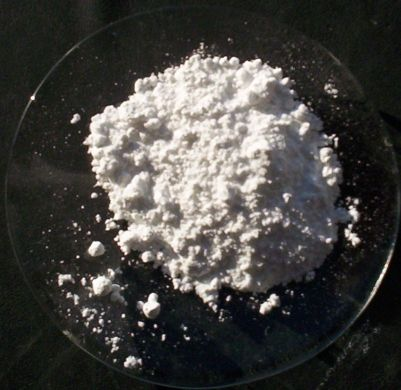
Powder calcium carbonate CaCO_{3} used widely as a filler material.

به عنوان «گچ» در صنعت پلاستیک است از سنگ آهک و سنگ مرمر مشتق شده‌است. این در بسیاری از کاربردها از جمله پلی استر و پلی استرهای اشباع نشده استفاده می‌شود
- کائولن(Kaolin)

این به‌طور عمده در پلاستیک برای ویژگی‌های ضد مسدود سازی آن و همچنین جذب مادون قرمز در مارک لیزر استفاده می‌شود. خواصی مانند مقاومت ضربه و مقاومت در برابر حرارت را افزایش می‌دهد
- هیدروکسید منیزیم (Magnesium hydroxide) (talc)

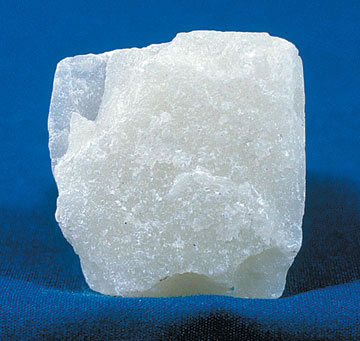
Block of magnesium hydroxide (talc)

این نرمترین معدن شناخته شده و به‌طور کلی گرانتر از کربنات کلسیم است. در صنایع پلاستیکی به دلیل پایداری حرارتی بلند مدت آن برای بسته‌بندی و استفاده از مواد غذایی استفاده می‌شود.
- وولاستونیت (Wollastonite) (CaSiO3)

افزودنی‌های این پرکننده می‌توانند رطوبت، مقاومت در برابر سایش، پایداری حرارتی و مقاومت دی الکتریک بالا را بهبود بخشند
- و موارد دیگر اقبیل شیشه، نانوفیلرها و …

## افزودنی: نرم‌کننده‌ها و نرم سازها (Plasticizers)
از نظر جرم معمولاً فراوان‌ترین افزودنی هستند
این ترکیبات چرب مانند، اما غیر فرار، به پلاستیک‌ها برای بهبود انعطاف‌پذیری کمک می‌کنند، زیرا بسیاری از پلیمرهای آلی در موارد دیگر برای کاربردهای خاص سخت هستند.
این مواد علاوه بر صنعت پلیمر در بتون و سیمان نیز کاربرد دارد. نرم‌کننده‌های پلاستیک‌ها معمولاً از دستهٔ فتالات‌ها هستند که انعطاف‌پذیری و دوام پلاستیک را افزایش می‌دهند. عملکرد این مواد به این صورت است که با قرار گرفتن بین مولکول‌های مواد پلیمری فضاهای خالی را افزایش داده و موجب پایین آمدن دمای ذوب کریستالی و در نتیجه نرم‌تر شدن پلیمر می‌شود.
عمل آلیاژ کردن نرم سازها با برخی پلیمرها از همان روزهای اول صنعت پلاستیک وقتی الکساندر پارکس، پارکزین را معرفی کرد انجام می‌شده‌است. وقتی اولین مرتبه به کار گرفته شدند، اساساً به عنوان جداکننده مولکولهای پلیمر عمل می‌کردند. طبعاً انرژی کمتر جهت چرخش پیوند مولکولی لازم بود و پلیمرها در دمای پایین‌تر از دمای تجزیه‌شان قابلیت جریان داشتند. بعدها دریافتند که نرم سازها دو نقش دیگر هم ایفا می‌کنند، کم کردن گرانروی مذاب و تغییر خواص فیزیکی محصول مانند افزایش نرمی و انعطاف‌پذیری و کاهش دمای انعطاف سرد (دمایی که زیر آن آمیزه پلیمر انعطاف‌پذیری خود را از دست می‌دهد)
به عبارت دیگر تعریف نرم‌کننده یا پلاستی‌سایزر عبارت است از ماده‌ای که در ترکیب با ماده دیگر (عموماً پلاستیک یا الاستومر) منجر به افزایش انعطاف می‌شود. حضور نرم‌کننده می‌تواند باعث کاهش دمای انتقال شیشه‌ای، ویسکوزیته مذاب و مدول الاستیک شود.
امروزه از نرمسازها در بسیاری از پلیمرها مانند پلی وینیل استات، پلیمرهای آکریلی، سلولز استات و مهمترین همه پلی وینیل کلراید PVC)) استفاده می‌شود. بیشترین بازار مصرف نرم‌کننده در صنایع پلیمری (حدود۸۰درصد) متعلق به صنعت پی‌وی‌سی است. استفاده از مقادیر کم نرم‌کننده در فرمولاسیون پی‌وی‌سی موجب کاهش دمای فرایند و ممانعت از تخریب حرارتی آن می‌شود. از طرف دیگر این افزودنی به دلیل ایجاد انعطاف‌پذیری یکی از اجزای اصلی فرمولاسیون پی‌وی‌سی نرم به‌شمار می‌رود. مقادیر کم کمتر از (15Phr) نرم‌کننده با نفوذ میان زنجیرها و جلوگیری از ارتعاش و حرکت مولکولی خاصیت ضد نرم‌کنندگی مشاهده می‌شود. در این مقادیر نرم‌کننده، افزایش مدول و استحکام کششی و کاهش ازدیاد طول در نقطه شکست و استحکام ضربه مشاهده می‌شود. همچنین در مقادیر بسیار بالای نرم‌کننده بیشتر از (90Phr) تغییرات خواص مکانیکی با تغییر میزان نرم‌کننده بسیار ناچیز است. در غلظت میانی نرم‌کننده (20-80Phr) ساختار شیمیایی نرم‌کننده نقشی تعین کننده بر سهولت فرایندپذیری پی‌وی‌سی دارد.
می‌دانیم که نرم سازها در اصل حلالهای غیر فرار هستند. در نتیجه می‌بایست از پارامترهای انحلال پذیری نزدیک به پارامترهای انحلال پذیری پلیمر و وزن مولکولی دست کم ۳۰۰ برخوردار باشند. در صورتی که پلیمر یا نرمساز متمایل به تبلور باشند، طبعاً نیاز به برخی برهم کنش‌های ویژه میان پلیمر و نرم ساز خواهد بود.
از موارد خاص قابل توجه این است که وقتی دو نرمساز با وزن مولکولی و پارامتر انحلال پذیری یکسان، با پلیمر آلیاژ شوند، آمیزه‌هایی با خواص بسیار متفاوت بدست می‌آید. تفسیرهای زیادی در این خصوص پیشنهاد شده که رایج‌ترین آنها فرضیه قطبیت و فرضیه پیوند هیدروژنی است.
در فرضیه قطبیت نرم سازها به عنوان فضاگیر عمل نمی‌کنند بلکه با مولکولهای پلیمر اتصال برقرار می‌کنند، گرچه این اتصالات احتمالاً موقتی باشند. گفته می‌شود در این حالت برهم کنش دوقطبی میان یک گروه قطبی از مولکول پلیمر مانند اتم کلری که بخشی از دو قطبی کربن – کلر را تشکیل می‌دهد و یک گروه قطبی از نرمساز نظیر یک گروه استر اتفاق می‌افتد. در جایی که بین نرم ساز یا تعدادی مولکولهای بیشتری اتصال برقرار شود، شکلی از اتصالات عرضی قطبی اتفاق می‌افتد.
برخی مولکولها نه تنها حاوی گروه‌های قطبی اند بلکه شامل گروه‌های قطبش پذیز مثل حلقه‌های بنزنی هستند که اتصال قطبی را تقویت می‌کنند؛ بنابراین طیفی از نرمسازها با درجات مختلف قطبیت و قطبش پذیری در دست خواهد بود. در اثر همین تفاوت هاست که اثرات متفاوتی از دو نرمساز تری تولیل فسفات و دی اکتیل سباسات در PVC دیده می‌شود. اولی شدیداً قطبی و بسیار قطبش پذیر بوده و دومی از قطبیت کمتری برخوردار است. اتصال قویتر فسفات بر روی اثر فضاگیری نرمساز تأثیر می‌گذارد به طوری که آمیزه‌های حاصل از مدول و سختی بیشتر و در دمای انعطاف سرد بالاتری در مقایسه با آنچه که از اثر فضاگیری تنها انتظار می‌رود برخوردار می‌شوند. در مورد PVC هیدروژن برروی کربن چسبیده به کلر، فعال بوده به طوری که مولکول پلیمر به عنوان یک پروتون دهنده عمل می‌کند.

Bis(2-ethylhexyl) phthalate is a common plasticizer.

برخی از موارد، بخشی از نرمسازها توسط ارزان کننده جایگزین می‌شود، این دسته، موادی هستند که خود نرمساز نبوده ولی استفاده از آنها تا غلظت مشخصی در یک سیستم پلیمر – نرمساز مجاز است. از روغنهای پالایش و واکسهای کلردار به شکل گسترده‌ای در PVC به همین منظور استفاده می‌شود که هدف اصلی کاهش هزینه بوده گرچه واکسهای کلردار به عنوان پایدار کننده حرارتی هم عمل می‌کنند.
دی اکتیل فتالات (DOP) یکی از مهم‌ترین نرم‌کننده‌های پودر پی وی سی است روش تولید این ماده در یک رآکتور مجهز به همزن در مجاورت کاتالیزور پاراتولوئن سولفونیک اسید (PSTA) با دو ماده اولیه دو اتیل هگزانول و انیدرید فتالیک تولید می‌شود و مراحل تولید DOPعبارتند از استریفاکسیون، بازیابی الکل مازاد و صاف کردن محصول. کاربرد در صنایع چرم مصنوعی، کفش، رنگسازی، شیلنگ سازی، اسباب بازی کابل سازی، گرانول سازی، فیلتر هوا، توپ سازی، نوار دور شیشه و…

## افزودنی: رطوبت گیر (Desiccant)
در هنگام استفاده از گرانول‌های نو و بازیافتی با مشکل رطوبت در مواد اولیه سر و کار داریم که باعث ایجاد حباب در محصول نهایی و سوراخ شدن آن و ایجاد صداهای ناهنجار در خط تولید می‌گردد.
یک سری از مواد پلیمری نظیرPA , PET , ABS و… جاذب رطوبت بوده و رطوبت هوا را جذب می‌کنند که استفاده از این مواد مستلزم خرید تجهیزات خشک کن و گازگیری قبل از تولید می‌باشد

## افزودنی: آنتی استاتیک (عامل ضد الکتریسیته ساکن)
نارسانا بودن اکثر پلیمرها در برابر الکتریسیته و توانایی بالای آنها در جذب الکتریسیته ساکن سبب ایجاد مشکلاتی در فرایند تولید می‌شود که عبارتند از:
1. جذب گرد و غبار و چسبیدن فیلم‌ها به یکدیگر
2. ایجاد جرقه موقع دست زدن به محصول
3. ایجاد آتش‌سوزی به علت تخلیه الکتریکی

که با اضافه کردن این افزودنی این مشکلات تا حدودی حل می‌شوند

## افزودنی:آنتی اکسیدانت (عوامل ضد اکسایش)
اکثر پلیمرها در اثر تماس با اکسیژن هوا اکسید می‌شوند و نور و حرارت این اکسید شدن را تسریع می‌بخشد، مستربچ‌های آنتی اکسیدانت به منظور جلوگیری از تخریب زنجیرهای پلیمری حین فرایند یا در زمان کاربری محصول مورد استفاده قرار می‌گیرد.
مستربچ‌های آنتی اکسیدانت به دو دسته اولیه و ثانویه یا ترکیبی از هر دو نوع تقسیم می‌شوند که هرکدام دارای خواص منحصر به فرد خود می‌باشد. استفاده از این افزودنی درپلیمر PP به نسبت PE بیشتر است زیرا پایداری PP نسبت به دیگر مواد پلی الفینی کمتر می‌باشد. همچنین استفاده از این مستربچ سبب افزایش OIT در محصول می‌گردد.

## افزودنی:آنتی یو وی (پایدارکننده نوری)
هدف اصلی از استفاده کردن از مستربچ‌های آنتی یو وی حفاظت از فیلم‌های پلیمری در مقابل تخریب‌های طولانی مدت ناشی از نورهای مضر خورشید می‌باشد.

## افزودنی: رنگدانه‌ها
رنگدانه‌ها موادی هستند که برای رنگ کردن و دادن خاصیت رنگی به پلیمر استفاده می‌شود و شامل رنگدانه‌های آلی و معدنی می‌شود.
- - رنگدانه‌های معدنی:[۱۲]
رنگدانه‌های غیر آلی، نمک‌های فلزی و اکسیدها هستند. این عوامل رنگزا می‌توانند یک لایه از یک جسم پلاستیکی را با رفتار قابل پیش‌بینی رنگی کنند. اکثر این عوامل رنگزا دارای ذراتی با ابعاد میانگین بین ۰/۲ تا ۱/۰ میکرون هستند. تولیدکنندگان، رنگ‌های مرغوب را با زدودن ذرات بالاتر از ۵ میکرون، تولید می‌کنند. رنگدانه‌های غیر آلی به جز چند استثناء، مواد خام ارزان قیمت هستند که. به خاطر دوام نسبتاً پایین این رنگ‌ها، این رنگدانه‌ها همیشه بهترین کیفیت را ندارند.
  - رنگدانه‌های آلی:[۱۳] رنگدانه‌های آلی، گسترهٔ وسیعی از لحاظ پیچیدگی ساختاری دارند؛ که ساختار این مواد می‌تواند به سادگی کربن سیاه یا به پیچیدگی ساختار چهارتایی رنگدانه‌های فتالوسیانین[۱۴] باشد. استفاده از رنگدانه‌های آلی در آلیاژها و آمیخته‌های پلیمری به سرعت در حال افزایش است که این افزایش نتیجه‌ای از دیدگاه کاهش مصرف فلزات سنگین است. به‌طور نمونه، دوام رنگدانه‌های آلی ۱۰–۲۰ بار بیشتر از رنگ‌های غیر آلی مورد مقایسه‌است و این به خاطر این است که رنگ‌های آلی ذرات کوچکتری نسبت به رنگ‌های غیر آلی دارند.